# Walter Brenner

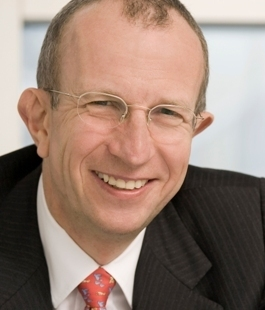
Walter Brenner (2010)

Walter Brenner ist emeritierter Professor für Wirtschaftsinformatik der Universität St. Gallen.

## Leben

### Kindheit und Ausbildung
Walter Brenner wurde im Juni 1958 in Schwäbisch Gmünd geboren.
Brenner besuchte von 1965 bis 1968 die Schillerschule in Heubach und anschließend bis 1970 das Gymnasium Heubach. Im Mai 1977 machte er sein Abitur. Danach machte er bis 1978 Praktika in Leicester (England) und Calais (Frankreich) und besuchte eine Sprachschule in Stuttgart.
Brenner studierte von 1978 bis 1982 Betriebswirtschaftslehre an der Universität St. Gallen. Im November 1982 erhielt er das Lizentiat in Finanz- und Rechnungswesen. Anschließend absolvierte er bis 1983 ein Doktoratsstudium und war wissenschaftlicher Assistent bei Hubert Österle. 1985 wurde er auch promoviert.

### Berufliche Laufbahn
Nach seiner Tätigkeit bei Alusuisse-Lonza AG von 1985 bis 1989, zuletzt als Leiter der Anwendungsentwicklung, war er von 1989 bis 1993 Leiter des Forschungsprogramms Informationsmanagement 2000 am Institut für Wirtschaftsinformatik der Universität St. Gallen. Von 1993 bis 1999 war er Professor für Allgemeine Betriebswirtschaftslehre und Informationsmanagement an der TU Bergakademie Freiberg. Im Anschluss wechselte er 1999 als Professor für Wirtschaftsinformatik und Betriebswirtschaftslehre an die Universität Essen. 2001–2023 war er Professor für Wirtschaftsinformatik und von 2011 bis 2013 Dekan der betriebswirtschaftlichen Abteilung der Universität St. Gallen (School of Management). Walter Brenner arbeitet weiterhin an einem Forschungsprojekt zum zukünftigen IT-Operating-Modell, ist in Beiräten und Aufsichtsräten und im CIO-Netzwerk der Schweiz und Deutschland aktiv.

## Forschungsschwerpunkte
Die Forschungsschwerpunkte von Walter Brenner umfassen Industrialisierung des Informationsmanagements, Management von IT-Service-Providern, Customer Relationship Management, Einsatz neuer Technologien und Design Thinking.

## Schriften
- mit Jennifer Hehn, Daniel Mendez und Manfred Broy: Design Thinking for Software Engineering, Springer Verlag, Berlin/ Heidelberg 2022, ISBN 978-3-030-90593-4
- mit Claudia Lemke und Kathrin Kirchner: Einführung in die Wirtschaftsinformatik. Band 2: Gestalten des digitalen Zeitalters. Springer Verlag, Berlin/ Heidelberg 2017, ISBN 978-3-662-53656-8.
- mit Claudia Lemke: Einführung in die Wirtschaftsinformatik. Band 1: Verstehen des digitalen Zeitalters. Springer Verlag, Berlin/ Heidelberg 2015, ISBN 978-3-662-44065-0.
- mit Falk Übernickel, Therese Naef, Britta Pukall und Bernhard Schindlholzer: Design Thinking – Das Handbuch. Frankfurter Allgemeine Verlag, Frankfurt 2015, ISBN 978-3-95601-065-1. (fazbuch.de)
- mit Thomas Hess: Wirtschaftsinformatik in Wissenschaft und Praxis. Springer Verlag, Berlin/ Heidelberg 2014, ISBN 978-3-642-54410-1.
- mit Rupert Stadler und Andreas Herrmann: Erfolg im digitalen Zeitalter: Strategien von 17 Spitzenmanagern. FAZ, Frankfurt 2012.
- mit Christoph Witte: Business Innovation: CIOs im Wettbewerb der Ideen. FAZ, Frankfurt 2011.
- mit Andreas Resch und Veit Schulz: Die Zukunft der IT in Unternehmen: Managing IT as a Business. FAZ, Frankfurt 2010.
- mit Christoph Witte: Erfolgsrezepte für CIOs: Was gute Informationsmanager ausmacht. Hanser, München 2006.
- mit Hubert Österle und Konrad Hilbers: Unternehmensführung und Informationssystem: Der Ansatz des St. Galler Informationssystem-Managements. 2. Auflage. Teubner, Stuttgart 1992.